# Macrosteles
Macrosteles — рід цикадок із ряду клопів.

## Опис
Цикадки розміром 3—6 мм. Помірно стрункі. Голова зазвичай такої же ширини, як і передньоспинка, рідко вужче. У колишньому СРСР знайдено близько 30 видів. Цикадка шеститочкова (Macrosteles laevis) на Далекому Сході шкодить пшениці, рису, куккурузі та іншим злакам.

## Систематика
У складі роду:
- Macrosteles alpinus (Zetterstedt, 1828)
- Macrosteles chobauti Ribaut, 1952
- Macrosteles cristatus (Ribaut, 1927)
- Macrosteles empetri (Ossiannilsson, 1935)
- Macrosteles laevis (Ribaut, 1927) — Цикадка шеститочкова.
- Macrosteles oshanini Razvyazkina, 1957
- Інші види